# Katarzyna Fazan
Katarzyna Fazan (ur. 1965) – polska teatrolog, literaturoznawca, doktor habilitowany nauk humanistycznych.

## Życiorys
Wykładowczyni w Katedrze Teatru i Dramatu Wydziału Polonistyki Uniwersytetu Jagiellońskiego oraz na Wydziale Reżyserii Dramatu w Akademii Sztuk Teatralnych im. Stanisława Wyspiańskiego. Specjalizuje się w literaturze i teatrze okresu modernizmu, zajmuje się również współczesną plastyką i scenografią teatralną.
W 1994 na Wydziale Filologicznym UJ otrzymała stopień doktorski na podstawie pracy pt. Między autobiografią a autokreacją (o epistolografii Kazimierza Przerwy-Tetmajera), promotorem pracy była profesor Ewa Miodońska-Brookes. Habilitowała się w 2010 na Wydziale Polonistyki UJ na podstawie oceny dorobku naukowego i rozprawy pt. Projekty intymnego teatru śmierci. Wyspiański – Leśmian – Kantor.
Zajmuje się twórczością Kazimierza Przerwy-Tetmajera, Stanisława Wyspiańskiego, Tadeusza Kantora, Jerzego Grzegorzewskiego. Wydała utwory Ludwika Marii Staffa. Wspólnie z mężem, Jarosławem Fazanem, opracowała i wydała pisma Tadeusza Peipera pt. Wśród ludzi na scenach i na ekranie. Uczestniczy w wykładach organizowanych przez „Krytykę Polityczną”.

## Książki
- Szczera poza dekadenta. Kazimierz Tetmajer, między epistolografią a sztuką, Kraków 2001.
- Projekty intymnego teatru śmierci. Wyspiański, Leśmian, Kantor, Kraków 2009.
- Kantor. Nie/Obecność, Kraków 2019.
- Pasaże scenografii. Praskie Quadriennale 1999-2019, Kraków 2022.

## Opracowania
- Ludwik Maria Staff, Utwory wybrane, wstęp, wybór i oprac. tekstu Katarzyna Fazan, Kraków 2004.
- Tadeusz Peiper, Wśród ludzi na scenach i na ekranie. T. 1 i 2, przedm. Stanisław Jaworski, oprac. tekstu i komentarz Katarzyna i Jarosław Fazanowie, Kraków 2000.

## Nagrody
- 2009 - Nagroda im. Stanisława Ignacego Witkiewicza w kategorii "Teatralna Książka Roku" - za książkę Projekty intymnego teatru śmierci. Wyspiański, Leśmian, Kantor[4]
- 2019 - Nagroda Polskiego Towarzystwa Badań Teatralnych za najlepszą publikację książkową z zakresu wiedzy o dramacie, teatrze i widowiskach - za książkę Kantor. Nie/Obecność[5]
- 2020 - Nagroda Krakowska Książka Miesiąca Marca 2020 - za książkę Kantor. Nie/Obecność[6]
- 2020 - Nagroda Komitetu Nauk o Sztuce Polskiej Akademii Nauk za wybitne osiągnięcia naukowe z zakresu nauk o sztuce - za książkę Kantor. Nie/Obecność[7]
- 2023 - Nagroda im. Stanisława Ignacego Witkiewicza w kategorii "Teatralna Książka Roku" - za książkę Pasaże scenografii. Praskie Quadriennale 1999-2019[8]